# Bell Nuntita

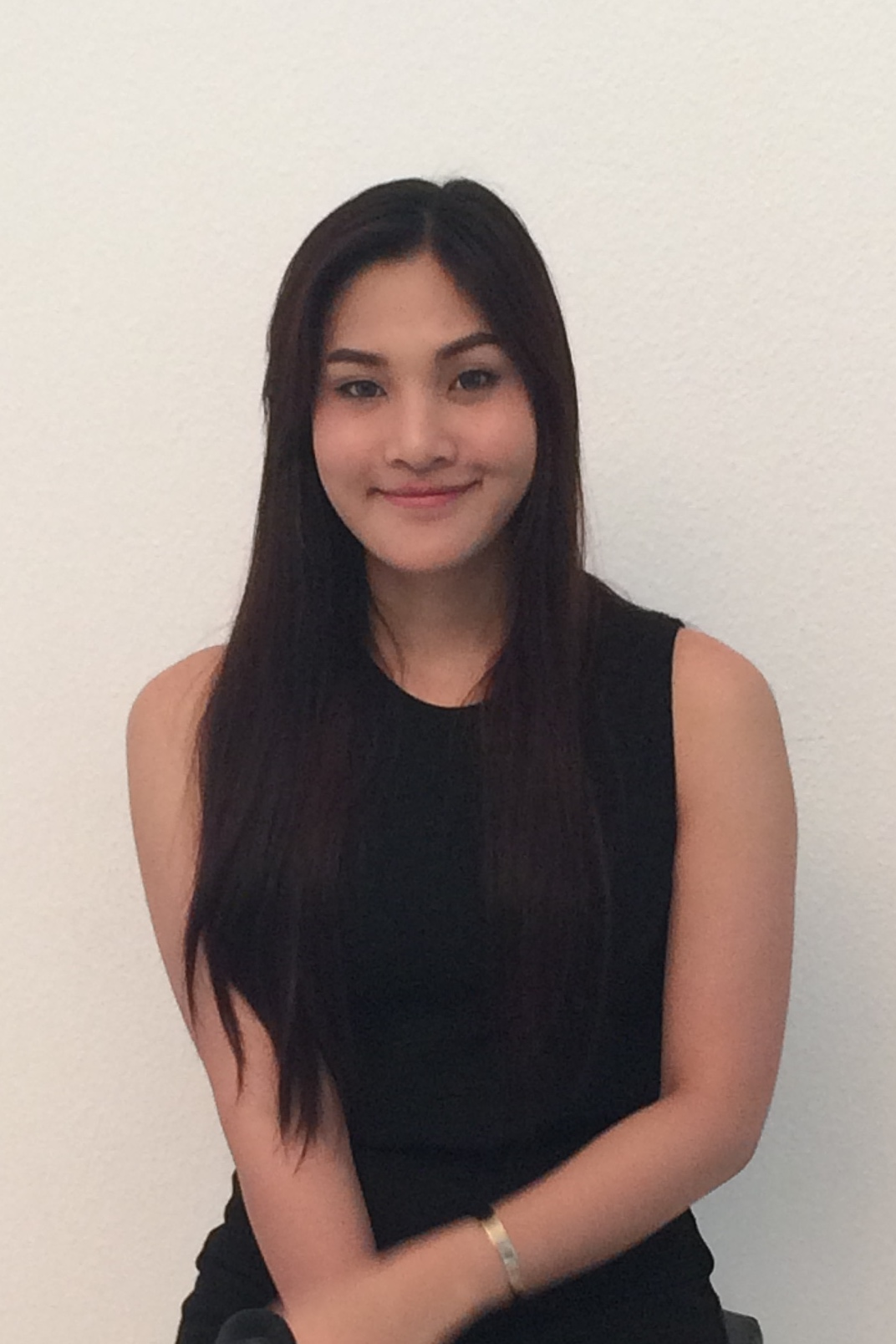

Nuntita Khampiranon (em tailandês:  นันทิตา ฆัมภิรานนท์; RTGS: Nanthita Khamphiranon; Kōrat, 20 de dezembro de 1983), conhecida pelo apelido Art (อาร์ต) ou Belle, do nome artístico Bell (เบลล์) e geralmente conhecida como Bell Nuntita, é uma cantora, atriz, artista e DJ de rádio transexual tailandesa.
Nuntita participou de um programa de televisão chamado Venus Flytrap Search For the Missing Puzzle em 2007. Como uma das doze concorrentes, ela competiu para tomar o lugar de dois ex-membros do elenco. Nuntita e outro concorrente chamado Mew ganharam a competição e se tornaram parte da banda Kathoey Venus Flytrap (em tailandês:  วีนัส ฟลายแทร็บ).
Ela tornou-se popular depois de uma performance durante a sua audição no programa Thailand's Got Talent e se tornou um hit do YouTube quando ela primeiramente canta como uma menina e depois, espantando a multidão, muda para uma voz masculina.

## Vida pessoal
Embora a transexualidade seja algo mais comum na Tailândia que em outros países, a vida de Bell não foi propriamente fácil. Em entrevista a um programa de televisão, ela disse que foi muito difícil assumir sua sexualidade para a família. Ela era o único filho "homem" de um pai militar e enfrentou muitos desafios para ser aceita; até apanhou do pai porque ele não entendia. Hoje, tudo foi superado e a jovem já consegue sentir orgulho do pai.

## Thailand's Got Talent
Nuntita foi convencida a fazer um teste para o programa Thailand's Got Talent por Anucha "Chi" Lanprasert, um caçador de talentos. Foi ideia de Nuntita para surpreender o público pela primeira cantando com uma voz feminina antes de mudar para um tom masculino barítono no meio da audição. Em um episódio do show em abril, os juízes escolheram Bell Nuntita para ser uma das quarenta e oito semifinalistas. Embora ela não tenha recebido a maioria dos votos na rodada semifinal, Nuntita ficou em segundo lugar, e foi, portanto, sujeita aos votos das três juízes que determinaram. Ela passou para a rodada final depois de receber dois votos "sim" dos três juízes. Sua primeira canção remixada no palco da audição do show foi uma combinação de "Yahk Roo Tae Mai Yahk Taam" por Calories Blah Blah e "Unlovable" de MILD, duas músicas tailandesas populares. A canção de três minutos exibida pela escolha de Nuntita, mistura diferentes gêneros e faixas vocais. Após o vídeo da audição de Nuntita aparecer no YouTube e em outros sites, o vídeo rapidamente se tornou viral. Ela às vezes é apelidada como a versão tailandesa da cantora escocesa Susan Boyle.
Nuntita apareceu em vários talk shows tailandeses e teve muitas performances televisionadas nacionalmente. Ela já apareceu em programas de televisão como Mum Show apresentado por Petchtai Wongkamlao, onde ela falou de sua transição de gênero. Ela disse que participou da loteria do recrutamento do exército, mas não atraiu a comissão para se alistar no exército da Tailândia. Bell também realizou as versões completas de "Yahk Roo Tae Mai Yahk Taam" e "Unloveable" em um evento promocional para a Miss Universo Tiffany, um concurso de beleza transexual da Tailândia. Programas de televisão e outros meios de publicidade comummente entrevistei sobre sua reação à fama repentina. Bell também foi destaque na capa da Who Weekly Magazine. Em julho de 2011, realizou um concerto de uma noite para seus fãs em Singapura.

## Discografia
| Ano  | Título                                                 | Gravadora                    |
| 2012 | Belle Nuntita (em tailandês: เบลล์ นันทิตา ชุด เบลล์ นันทิตา) | Sony Music Thailand & iTunes |

| Ano  | Título                                                              | Gravadora           |
| 2012 | Karaoke DVD: Bell Nuntita (em tailandês: คาราโอเกะ DVD: เบลล์ นันทิตา) | Sony Music Thailand |

| Ano  | Título                                      | Gravadora           |
| 2011 | Siang Tee Bplian (em tailandês: เสียงที่เปลี่ยน) | Sony Music Thailand |
| 2012 | Paradise                                    | Sony Music Thailand |
| 2012 | Rak Khon Ror (em tailandês: รักคนรอ)         | Sony Music Thailand |

| Ano  | Título                                                                                                  | Gravadora           |
| 2011 | It Gets Better OST : Mai Dai Kor Hai Maa Rak (em tailandês: ไม่ได้ขอให้มารัก; RTGS: Mai Dai Kho Hai Ma Rak) | Sony Music Thailand |

## Filmografia

### Filmes
| Ano  | Título          | Papel  |
| 2011 | It Gets Better  | Tonlew |
| 2012 | Dark Flight 407 |        |
| 2014 | Love is Simple  |        |